# Villa Strauß (Augsburg)

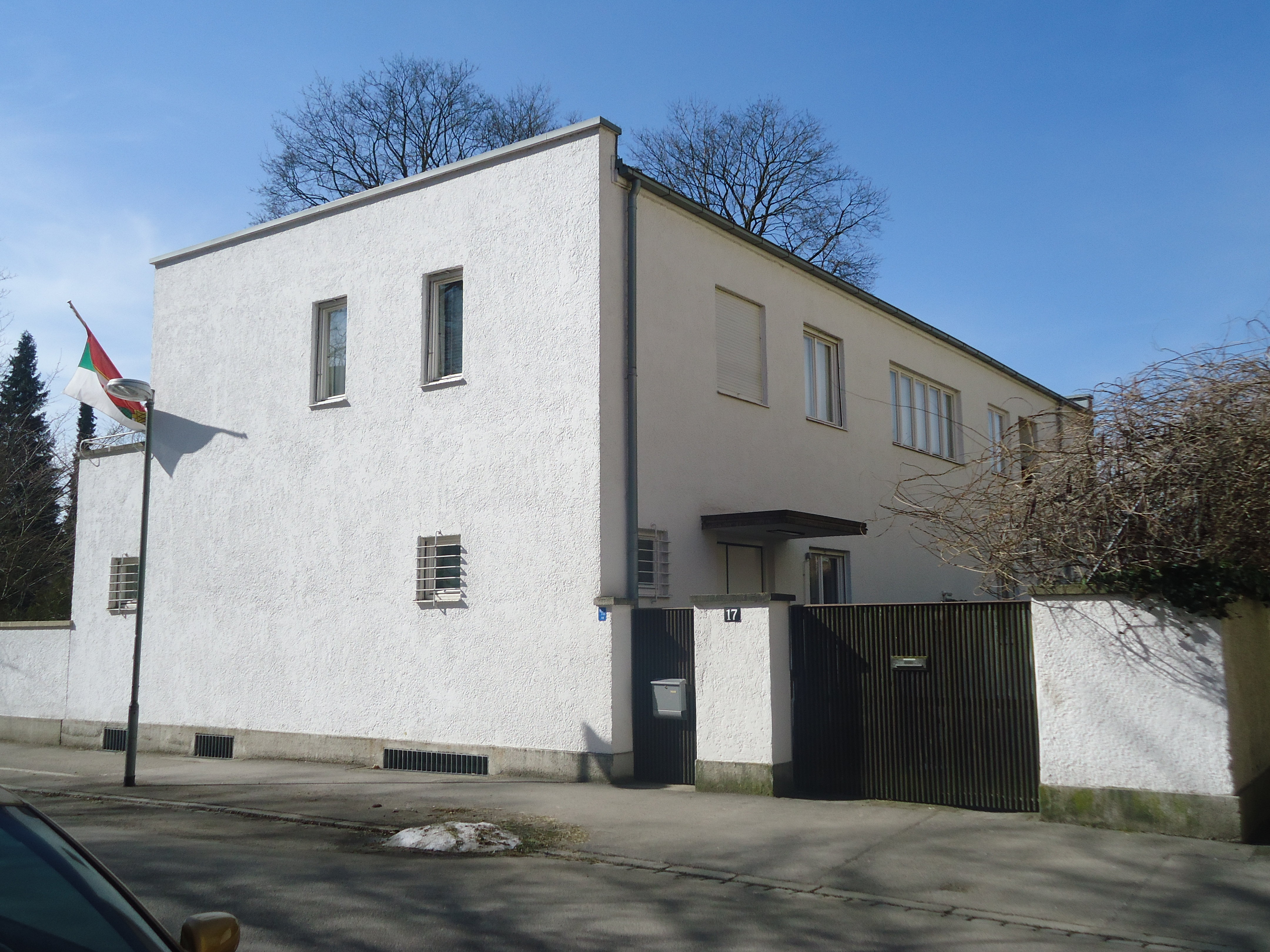
Die Villa Strauß in Augsburg (2010)

 Die Villa Strauß befindet sich in der Nibelungenstraße (Hausnummer 17) im Augsburger Stadtjägerviertel und ist als Baudenkmal in der Bayerischen Denkmalliste eingetragen.

## Beschreibung
Bei der Villa aus dem Jahre 1930 handelt es sich um einen zweigeschossigen, kubischen Flachdachbau mit schlichter, weißer Fassade im Stil der Neuen Sachlichkeit. Der Entwurf stammt von dem jüdischen Architekten Fritz Landauer. Für seinen Bauherrn, den Augsburger Rechtsanwalt Eugen Strauß (1879–1965), entwarf er ein Gebäude, das einen radikalen Bruch zur sonst vorherrschenden, historisch geprägten Bautradition des Neubarocks und des Heimatstils darstellte. Strauß verkaufte die Villa kurz vor seiner Auswanderung nach England im Jahre 1939. Wenige Jahre nach Ende des Zweiten Weltkrieges bestätigte Strauß, dass der Verkauf ohne Zwang und ordnungsgemäß erfolgt war.
Die Fassade blieb über die Jahrzehnte unverändert erhalten und wurde nach der Jahrtausendwende saniert. Neben dem äußeren Erscheinungsbild stammt auch die Innenausstattung noch aus der Erbauungszeit. Dazu zählen beispielsweise versenkbare Fensterelemente, Treppenhandläufe und die Küche.